# Coelorinchus matamua
Coelorinchus matamua es una especie de pez de la familia Macrouridae en el orden de los Gadiformes.

## Morfología
• Los machos pueden llegar alcanzar los 65 cm de longitud total.

## Alimentación
Come, entre otros, peces  ( Myctophidae ) y cangrejo .

## Hábitat
Es un pez de aguas profundas que vive entre 450-1000 m de profundidad.

## Distribución geográfica
Se encuentran en Sudáfrica, Nueva Zelanda y el sureste de Australia (incluyendo Tasmania ).